# Vệ sinh an toàn thực phẩm

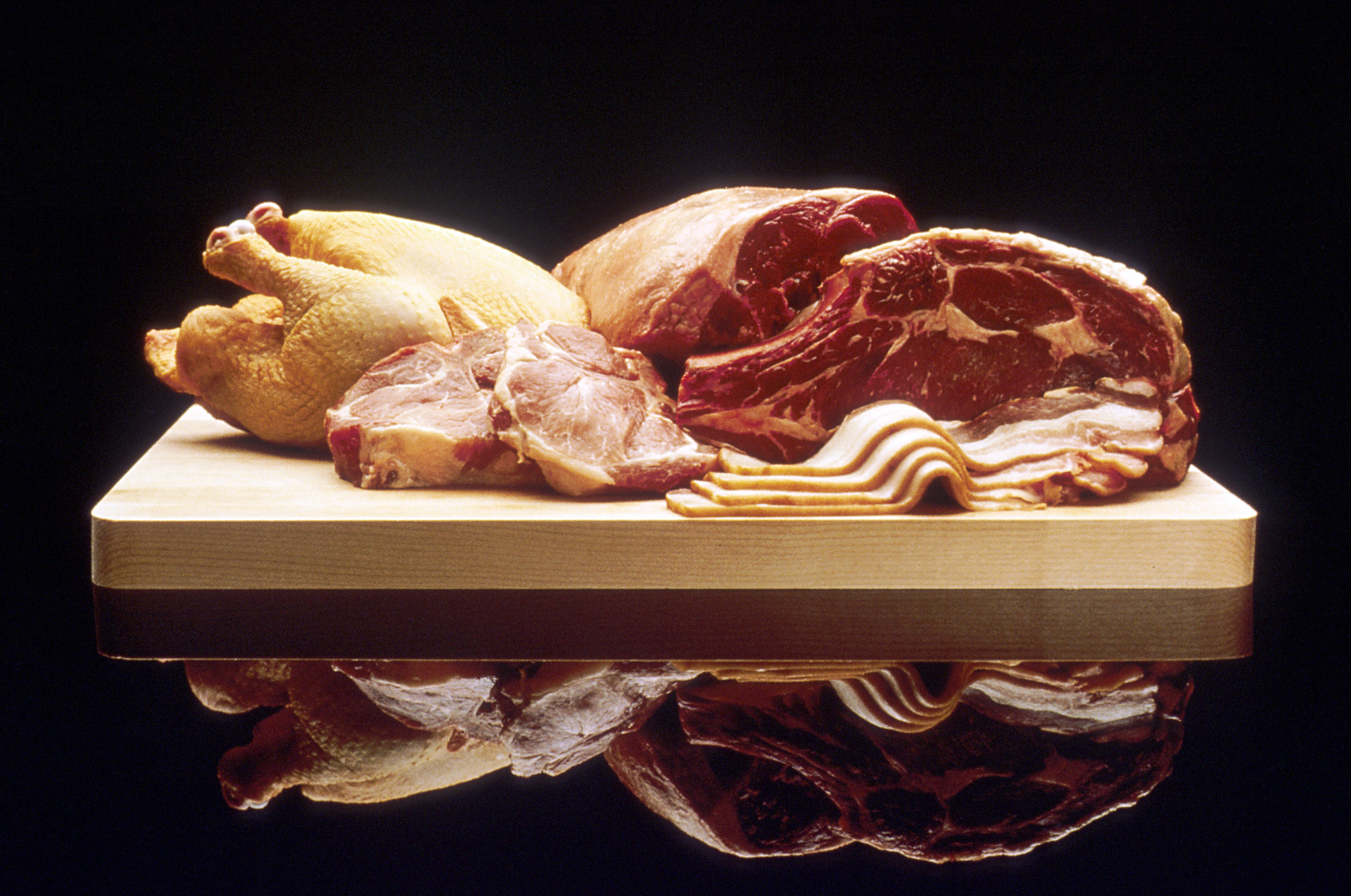
Thực phẩm tươi sạch

Vệ sinh an toàn thực phẩm hay an toàn thực phẩm hiểu theo nghĩa hẹp là một môn khoa học dùng để mô tả việc xử lý, chế biến, bảo quản và lưu trữ thực phẩm bằng những phương pháp phòng ngừa, phòng chống bệnh tật do thực phẩm gây ra. Vệ sinh an toàn thực phẩm cũng bao gồm một số thói quen, thao tác trong khâu chế biến cần được thực hiện để tránh các nguy cơ sức khỏe tiềm năng nghiêm trọng. Hiểu theo nghĩa rộng, vệ sinh an toàn thực phẩm là toàn bộ những vấn đề cần xử lý liên quan đến việc đảm bảo vệ sinh đối với thực phẩm nhằm đảm bảo cho sức khỏe của người tiêu dùng. Đây là một vấn đề và nguy cơ rất lớn mà các nước đang phát triển đã và đang phải đối mặt như Việt Nam, Trung Quốc....
Thực phẩm có thể truyền bệnh từ người sang người cũng như là một môi trường phát triển cho các vi khuẩn có thể gây ra ngộ độc thực phẩm. Cuộc tranh luận về an toàn thực phẩm biến đổi gen bao gồm các vấn đề như tác động của thực phẩm biến đổi gen đối với sức khỏe của các thế hệ xa hơn và ô nhiễm môi trường, di truyền mà có thể phá hủy đa dạng sinh học tự nhiên. Ở các nước phát triển có những tiêu chuẩn rất phức tạp và nghiêm ngặt cho việc chế biến, bảo quản và tiêu thụ thực phẩm, trong khi ở các nước đang phát triển và kém phát triển thì tiêu chuẩn này quá thấp và việc quản lý vấn đề vệ sinh an toàn thực phẩm tỏ ra quá lỏng lẽo, yếu kém và xã hội những nước này thường ngày phải đối mặt với nguy cơ ngộ độc thực phẩm, tử vong hàng ngày hàng giờ.

## Tổng quan

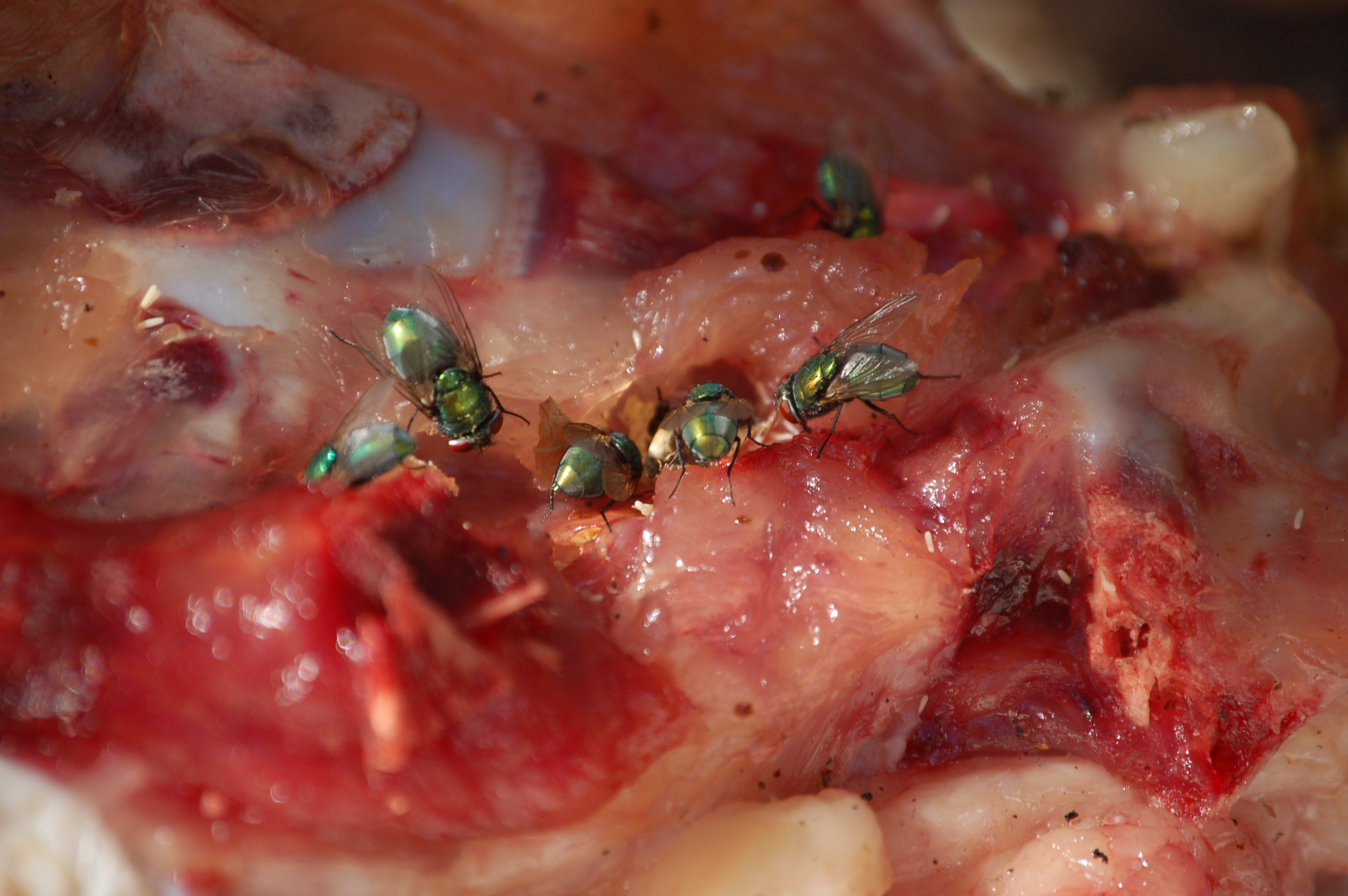
Thực phẩm bảo quản chưa đúng cách

Một số điều cần biết về vệ sinh thực phẩm:
- Đồ nhựa dùng lại:

Chai đựng nước ngọt và nước uống đóng chai thường được làm từ nhựa PET (#1), là loại nhựa chỉ đảm bảo chất lượng cho sử dụng một lần. Một nghiên cứu của Đại học Idaho (Hoa Kỳ) cho thấy, các hóa chất được sử dụng trong chế tạo loại nhựa này có thể thôi ra và ngấm vào nước nếu chúng ta đem sử dụng lại hoặc để chai tiếp xúc với ánh nắng, nhiệt độ và thời gian. Đây là loại nhựa xốp, những chai này trong quá trình sử dụng đã bị ngấm các hương liệu và vi khuẩn mà bạn không có cách nào rửa sạch chúng được. 
- Bọc thực phẩm bằng báo:

Trong mực in có các loại hóa chất, trong đó có chì. Chì sẽ bị thôi nhiễm từ báo chí sang thực phẩm. Khi theo thực phẩm vào cơ thể con người, chì khó bị đào thải mà lắng đọng lại và có thể gây hại khi đạt đến một mực độ nhất định. Ngoài ra một tờ báo thường trải qua nhiều khâu, từ nhà in, qua đường phố, đến tay bao người đọc và người thu gom. Trong quá trình đó, đã có rất nhiều bụi bám vào. Giấy báo lại là chất liệu dễ thấm hút, là môi trường thuận lợi cho vi khuẩn, ký sinh trùng bám dính và phát triển.

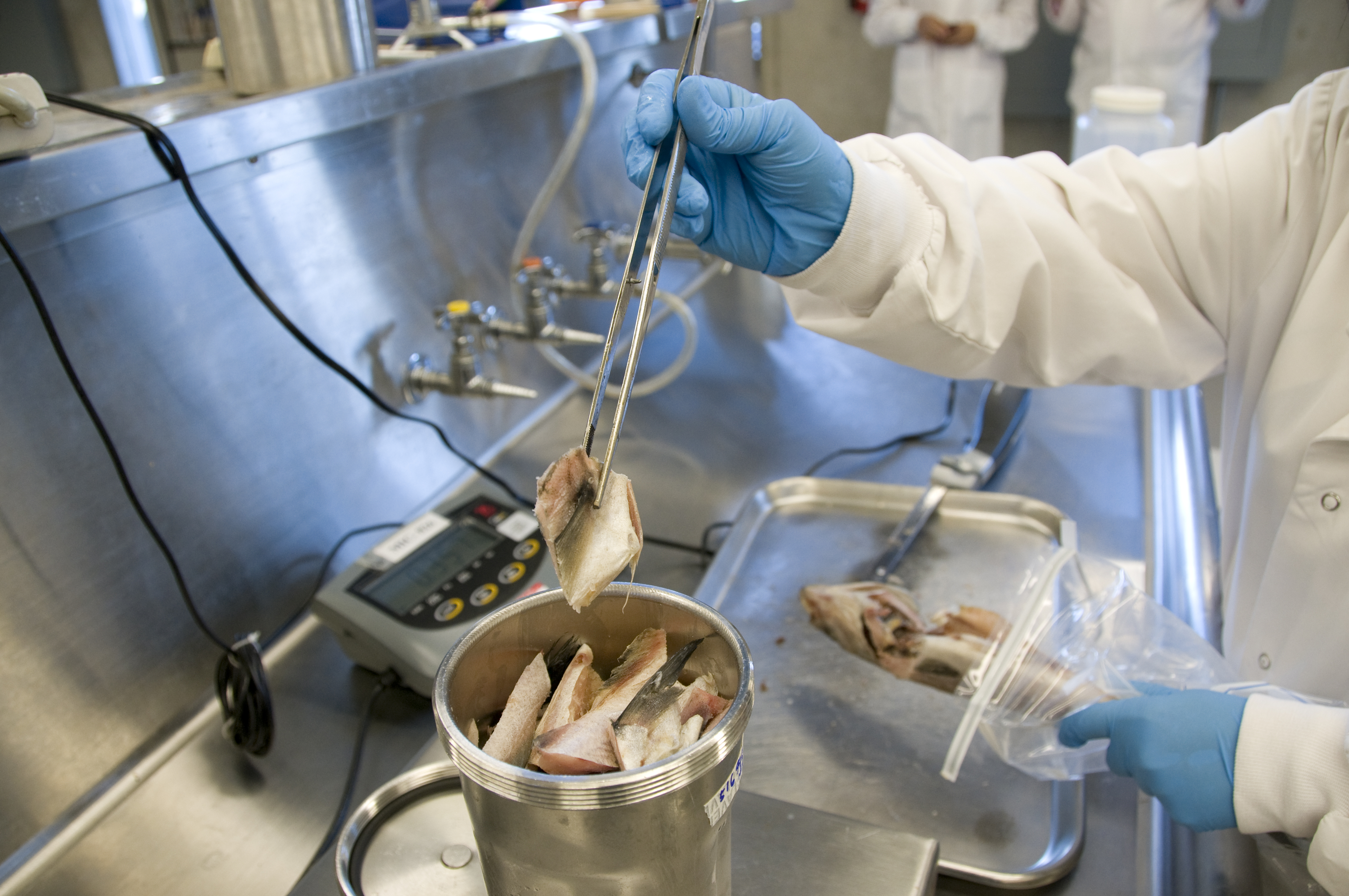
Nhân viên Cục quản lý Thực phẩm và Dược phẩm Hoa Kỳ (FDA) kiểm tra vi sinh vật trong hải sản

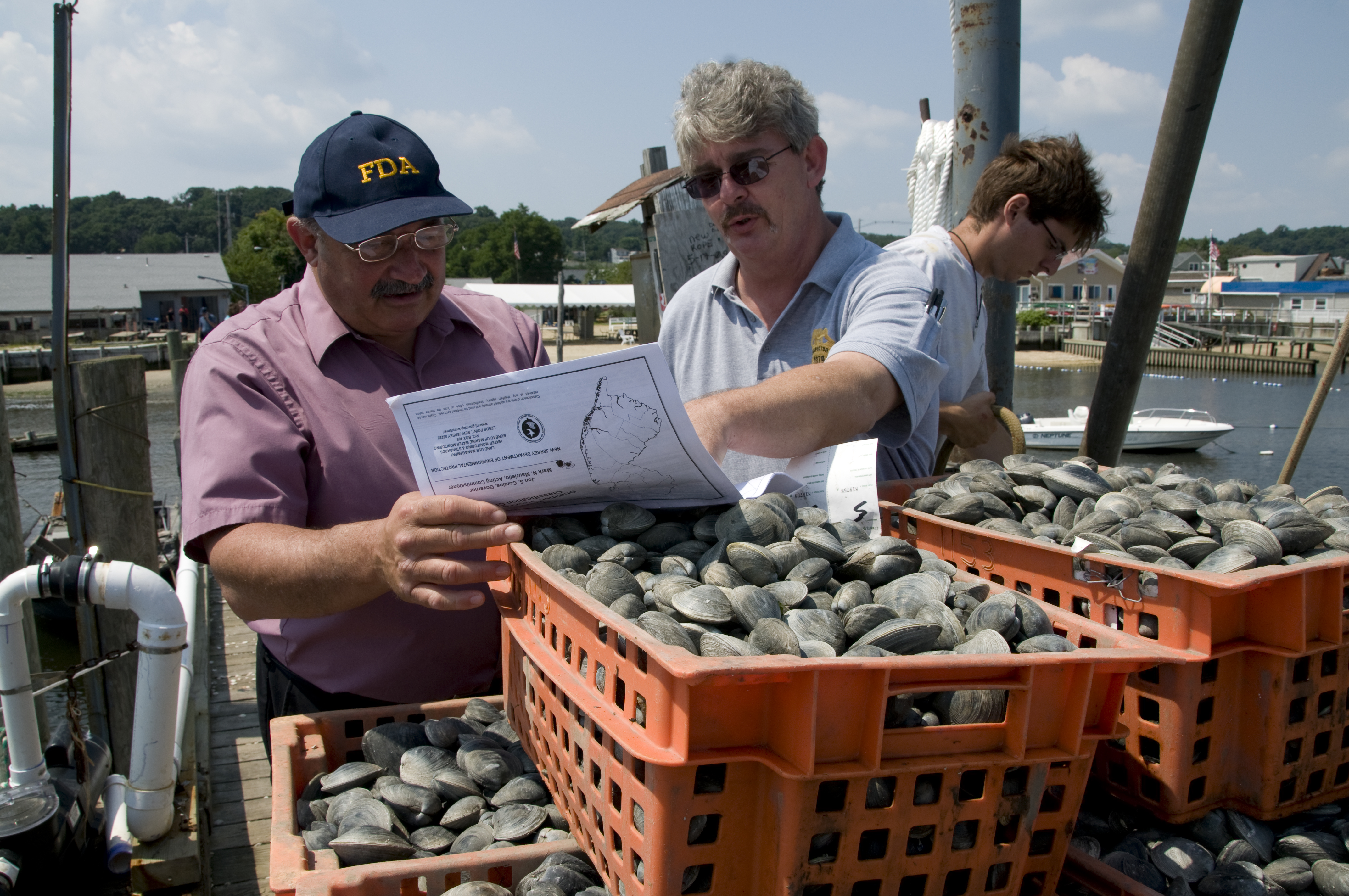
Quan chức Cục quản lý Thực phẩm và Dược phẩm Hoa Kỳ (FDA) và thanh tra bang New Jersey xem xét ngao vừa đánh bắt

- Dùng các dụng cụ đun nấu, chứa đựng thực phẩm làm bằng nhôm:

Đồ nhôm vừa nhẹ, vừa sạch sẽ, tiện dụng. Nhưng nếu dùng các đồ nhôm được chế tạo từ nhôm phế liệu, gia công không đảm bảo công nghệ, xử lý không hết tạp chất, không tạo được bề mặt trơ với tác động của môi trường... thì khi dùng đun nấu, chứa đựng thực phẩm có thể các ion nhôm sẽ thôi nhiễm vào thực phẩm và người ăn phải sẽ bị ảnh hưởng. Đặc biệt khi nấu mặn, dễ tạo ra muối nhôm gây độc cho cơ thể. Dùng đồ nhôm để chứa đựng thức ăn nóng, chua (muối dưa, canh chua), mặn - bề mặt nhôm dễ bị rỗ, giải phóng các ion nhôm vào cơ thể, tích luỹ ở tế bào não, gây ra hội chứng "lú lẫn" sớm.

Bình thường, tế bào thần kinh không có ion nhôm. Nhưng nếu trong thức ăn có nhiễm ion nhôm, thì ion nhôm vốn có ái tính với các tế bào thần kinh, sẽ tích tụ tại đó và làm cho tế bào thần kinh não bị biến tính, dẫn tới chứng "lú lẫn" (ngớ ngẩn). Biểu hiện là trí nhớ giảm sút, phản ứng trì trệ, trí năng giảm, cử động chậm chạp, cười khóc bất thường.
Cách phòng ngừa: Không dùng đồ nhôm để đựng thức ăn qua đêm; không dùng đồ nhôm để muối dưa, đánh trứng gà, làm nộm chua, canh chua, muối mặn, nóng…; không dùng đồ nhôm gia công không đảm bảo công nghệ. Hạn chế dùng đồ nhôm để chế biến, chứa đựng thực phẩm.
- Phòng thôi nhiễm ở nồi nấu bằng kim loại nói chung:

Không nên lưu trữ thực phẩm quá lâu trong các nồi đựng bằng kim loại, bất kể nhôm, gang, đồng hay inox. Bởi trong các món ăn, nhất là các món chua đều có một lượng axit nhất định. Lượng axit này sau khi được "ngâm" trong nồi sẽ làm thôi ra một lượng kim loại hoặc làm oxy hóa lớp bề mặt vật đựng bằng kim loại. Nồng độ cũng như hàm lượng kim loại bị thôi nhiễm ra dù không nhiều nhưng lâu dần tích tụ trong cơ thể người dùng cũng sẽ ảnh hưởng không tốt cho sức khoẻ. Ngoài ra, cũng từ nhiều nghiên cứu khác cho thấy, nồi kim loại khi mới dùng đôi khi cũng thôi ra một lượng kim loại nhất định như Nickel, Chrome hoặc sắt. Lý do là bởi các bụi kim loại còn bám trên bề mặt sau quy trình đánh bóng. Do vậy, các nhà sản xuất khuyên người tiêu dùng, đối với nồi mới, nên cọ rửa sạch, cho nước vào nấu sôi, rửa sạch lại sau đó mới dùng.
Theo quy định hiện hành thì ngoài những trường hợp kinh doanh quy mô nhỏ lẻ thì cơ sở sản xuất, kinh doanh thực phẩm phải có giấy chứng nhận cơ sở đủ điều kiện an toàn thực phẩm.

## Nguyên nhân

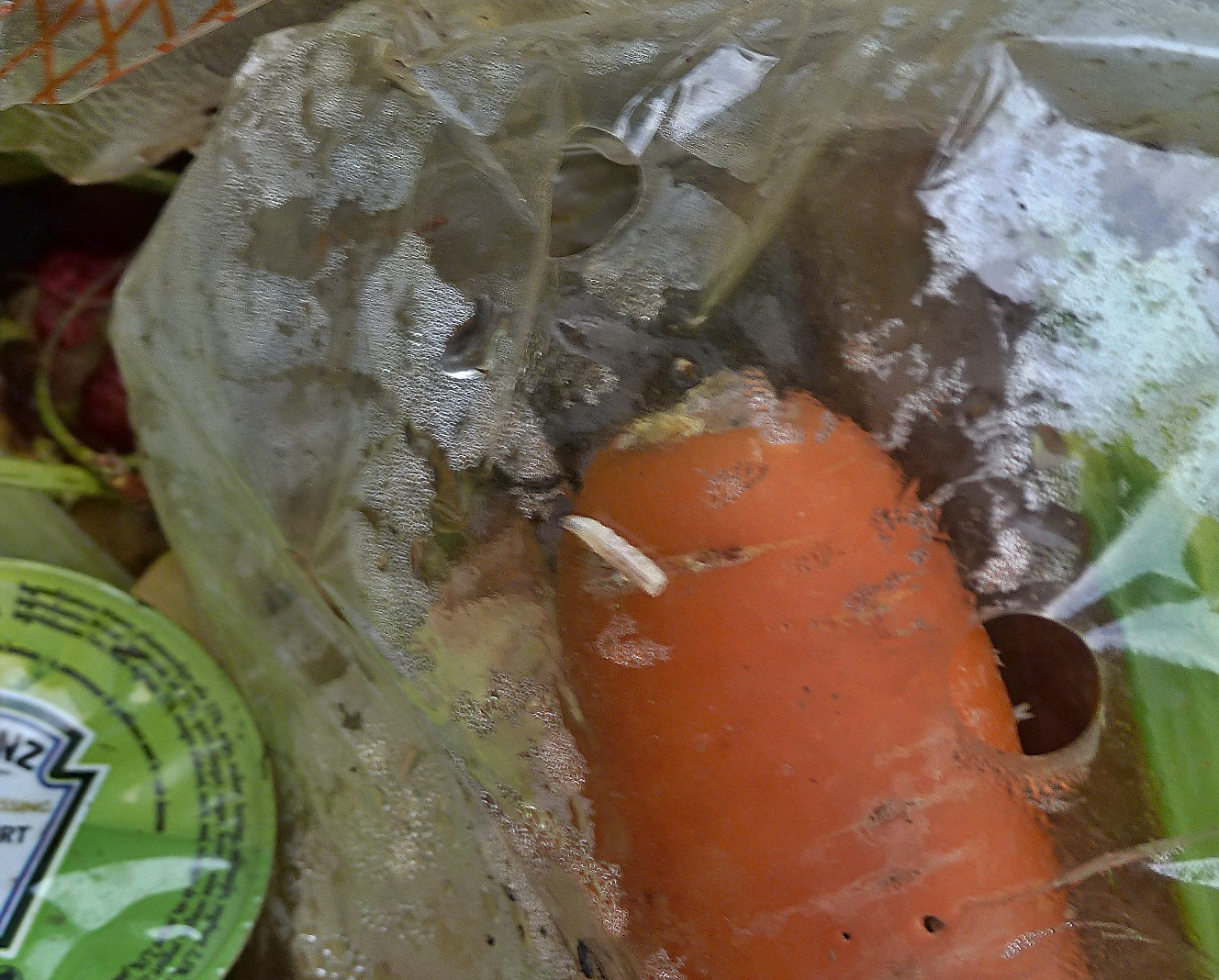
Giòi bọ

Nhiều nguyên nhân dẫn tới ngộ độc thực phẩm:
- Do thực phẩm bị nhiễm vi sinh vật (33-49%) – chủ yếu do các chủng Salmonella, E.Coli, Clostridium Perfringens, vi khuẩn Listeria.
  - Vi khuẩn Salmonella: là nguyên nhân của 70% vụ ngộ độc, có trong nhiều loại thực phẩm (đồ nguội, thịt nguội, nghêu sò, gà chưa nấu chín, chế phẩm từ sữa sống…) nhất là các món ăn chế biến từ trứng tươi hoặc còn hơi tươi sống.
  - Vi khuẩn Listeria: phát triển ngay cả ở nhiệt độ thấp (4-6oC) trong thịt ướp lạnh hay phô mai chưa tiệt trùng, thịt nguội (patê, chả lụa), lưỡi heo đông lạnh. Khuẩn Listéria tác hại nhiều nhất cho thai phụ, gây nhiễm trùng phôi thai và có thể dẫn đến sẩy thai.
  - Độc tố: chiếm 20-30% các vụ ngộ độc thực phẩm tập thể. Trong số này, khuẩn Staphylococcus Aureus hiện diện trong các món ăn làm bằng tay (bánh ngọt), khuẩn Clostridium Perfringens hay phát sinh trong các món được nấu nướng và hâm nóng.
- Do thực phẩm bị ô nhiễm hóa chất (11-27%): CN-, As, Cl -, Hg, Pb, Benladol, hóa chất bảo quản thực phẩm, hóa chất bảo vệ thực vật. 27% số vụ ngộ độc là do ăn phải thực phẩm còn tồn đọng hóa chất.
- Thực phẩm vốn hàm chứa các chất độc tự nhiên (6 – 37,5%):
  - Xyanua (CN) sẵn có nhiều trong sắn, măng… (liều tử vong đối với người 50–90 mg/kg). Măng chua, trong quá trình ngâm kết hợp với một số enzym trong ruột người tạo thành HCN (axit cyanhydric), gây ngộ độc cấp tính.
  - Phytat trong ngũ cốc (hàm lượng = 2-5gr/kg), là muối của Calci Phytic. Khi nhận 1g Phytat cơ thể lập tức bị mất đi 1g Calcium.
  - Ancaloit (Solamin và Chaconin) trong khoai tây đã mọc mầm hay khi vỏ đã chuyển sang màu xanh, tiếp xúc nhiều với tia cực tím, ánh nắng mặt trời thì hàm lượng Solanin (chất gây độc) tăng lên rất cao.
  - Axít Oxalic- chất chống calci thường có ở khế, me… (5g Acid Oxalic đủ gây tử vong cho người lớn trọng lượng 70 kg).
  - Nấm mốc thường gặp trong môi trường nóng ẩm ở nước ta, nhất là ở trong các loại ngũ cốc, quả hạt có dầu dự trữ. Nấm mốc gây hư hỏng thực phẩm, và còn sản sinh ra các độc tố nguy hiểm. Aflatoxin là độc tố do nấm Aspergillus Flavus và Aspergillus Parasiticus sản sinh ra trong ngô, đậu và lạc ẩm mốc rất độc và có thể gây ung thư gan.
  - Histamin trong thức ăn ôi thiu.
  - Nấm độc, cá nóc, thịt cóc… với độc tố Tetradotoxin.

Ngoài ra còn rất nhiều trường hơp ngộ độc mà không thể xác định được nguyên nhân. Theo điều tra của cơ quan vệ sinh an toàn thực phẩm cho thấy:
- - Kem ăn có 55,2% không đạt chất lượng (với 75,4% E.coli; 70,3% Staphaurens).
  - Thực phẩm đường phố ăn ngay 87,5% nhiễm vi sinh.
  - Nước giải khát lề đường 85,7% không đạt tiêu chuẩn…

Đó là chưa kể các thức ăn bị nhiễm thuốc trừ sâu (phun hàm lượng cao, không cách ly với ngày thu hoạch), hay các chất phụ gia (hàn the, màu công nghiệp, đường hóa học).

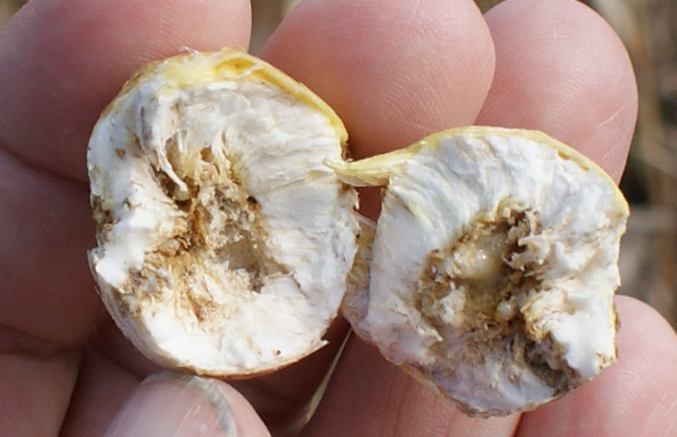
Giòi bọ trong thực phẩm

Do vậy để khỏi bị nhiễm độc, tốt nhất bạn nên ra chợ tự mua thực phẩm, chọn những con vật (cá, tôm, gà vịt…) đang còn sống. Với những thực phẩm đã giết mổ, pha chế sẵn thì nên mua ở những nơi có uy tín, có bảo hành chất lượng cho các sản phẩm của mình và dĩ nhiên nên lưu lại các hóa đơn mua hàng để sau đó nếu có ngộ độc xảy ra còn biết do loại nào, do ai bán… để làm các thủ tục pháp lý và đền bù thỏa đáng.
Cần lưu ý đến ngay cả khâu chế biến thực phẩm của mỗi cá nhân và gia đình. Đảm bảo các dụng cụ nhà bếp phải thật sạch. Sắn (khoai mì) chứa xyanua, cả trong phần thịt và phần vỏ (thường có hàm lượng cao hơn). Cách tốt nhất để loại bỏ xyanua trong khoai mì là phải lột vỏ, ngâm trong nước lạnh nhiều giờ trước khi luộc, trong lúc luộc nên mở nắp nồi để xyanua bay đi. Đối với khoai tây, khoai mì, đậu phộng, người tiêu dùng hoàn toàn không nên dự trữ lâu. Để tránh ngộ độc solanin có trong khoai tây, không nên ăn những củ khoai đã mọc mầm hay những củ có vỏ đã chuyển sang màu xanh, những củ đã đào khỏi mặt đất quá lâu. Nên thận trọng với những thức ăn để lâu hay bảo quản không tốt mà chuột, bọ, dán, ruồi… có thể động chạm đến.

## Ở Việt Nam

### Tình hình chung

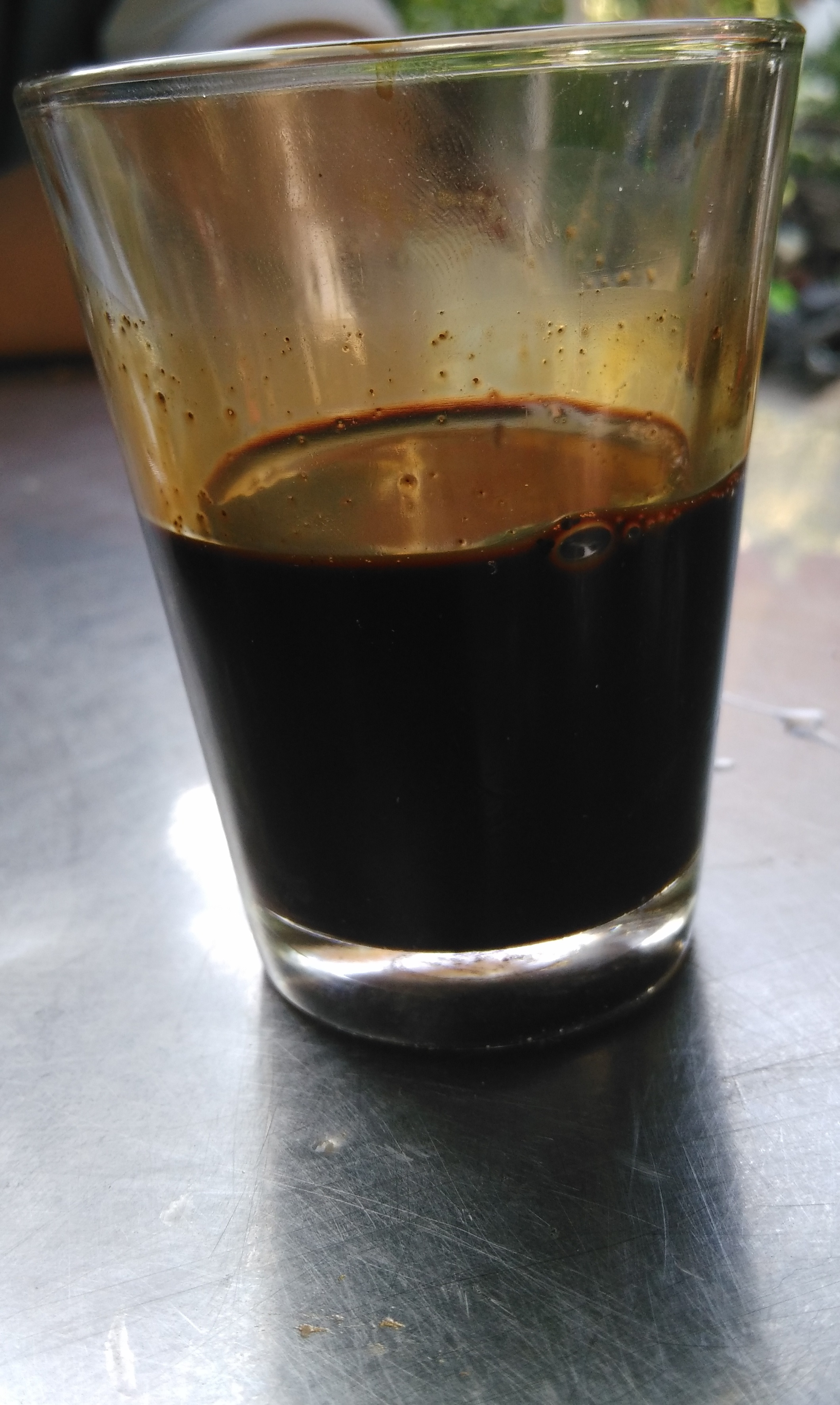
Ly cà phê sữa nóng bình dân có chứa phụ phẩm (bột bắp xay rang cháy khét)

Bảo đảm chất lượng vệ sinh an toàn thực phẩm giữ vị trí quan trọng trong sự nghiệp bảo vệ sức khỏe nhân dân, góp phần giảm tỷ lệ mắc bệnh, duy trì và phát triển nòi giống, tăng cường sức lao động, học tập, thúc đẩy sự tăng trưởng kinh tế, văn hóa xã hội và thể hiện nếp sống văn minh. Mặc dù cho đến nay đã có khá nhiều tiến bộ về khoa học kỹ thuật trong công tác bảo vệ và an toàn vệ sinh thực phẩm, cũng như biện pháp về quản lý giáo dục như ban hành luật, điều lệ và thanh tra giám sát vệ sinh an toàn thực phẩm, nhưng các bệnh do kém chất lượng về vệ sinh thực phẩm và thức ăn ở Việt Nam vẫn chiếm tỷ lệ khá cao.
Trong những năm gần đây, nền kinh tế Việt Nam chuyển sang cơ chế thị trường. Các loại thực phẩm sản xuất, chế biến trong nước và nước ngoài nhập vào Việt Nam ngày càng nhiều chủng loại. Việc sử dụng các chất phụ gia trong sản xuất trở nên phổ biến. Các loại phẩm màu, đường hóa học đang bị lạm dụng trong pha chế nước giải khát, sản xuất bánh kẹo, chế biến thức ăn sẵn như thịt quay, giò chả, ô mai … Nhiều loại thịt bán trên thị trường không qua kiểm duyệt thú y. Tình hình sản xuất thức ăn, đồ uống giả, không đảm bảo chất lượng và không theo đúng thành phần nguyên liệu cũng như quy trình công nghệ đã đăng ký với cơ quan quản lý. Nhãn hàng và quảng cáo không đúng sự thật vẫn xảy ra.
Ngoài ra, việc sử dụng hóa chất bảo vệ thực vật bao gồm thuốc trừ sâu, diệt cỏ, hóa chất kích thích tăng trưởng và thuốc bảo quản không theo đúng quy định gây ô nhiễm nguồn nước cũng như tồn dư các hóa chất này trong thực phẩm. Việc bảo quản lương thực thực phẩm không đúng quy cách tạo điều kiện cho vi khuẩn và nấm mốc phát triển đã dẫn đến các vụ ngộ độc thực phẩm. Các bệnh do thực phẩm gây nên không chỉ là các bệnh cấp tính do ngộ độc thức ăn mà còn là các bệnh mạn tính do nhiễm và tích lũy các chất độc hại từ môi trường bên ngoài vào thực phẩm, gây rối loạn chuyển hóa các chất trong cơ thể, trong đó có bệnh tim mạch và ung thư.

### Một số loại
Với hoa quả, nhờ những chất bảo quản bị cấm, hay lượng quá cao, nho để tủ lạnh 3 tháng vẫn tươi; lê, táo, mận... cũng để cả tháng trời mà không hề hỏng, bề ngoài vẫn tươi, mặc dù thời tiết rất nóng. năm loại trái cây nổi tiếng độc hại năm 2012: Táo Trung Quốc nhiễm độc. Nho Trung Quốc có hóa chất vượt ngưỡng 3-5 lần: Cục Bảo vệ thực vật cho biết, từ đầu năm 2012 đến cuối tháng 4 đã phân tích 315 mẫu hàng hóa nông sản có nguồn gốc thực vật nhập khẩu. Kết quả, phát hiện 71 mẫu có dư lượng hóa chất bảo vệ thực vật nhưng đều thấp hơn mức dư lượng tối đa cho phép. Trong số đó có 1 mẫu lê nhập khẩu từ Trung Quốc chứa dư lượng endosulfan. Endosulfan là hóa chất độc hại thứ 22 trong danh sách cần loại trừ trên toàn cầu của Liên hợp quốc. Thuốc trừ sâu Endosulfan có tính độc cao và có thể gây các ảnh hưởng phá vỡ hệ nội tiết hoặc gây ảnh hưởng đến cơ quan sinh sản của con người. Lê Trung Quốc có chất gây vô sinh. Ô mai Trung Quốc: chứa chất ung thư. Giả hiệu cam Hà Giang siêu rẻ 10.000 đồng một kg
Một số nguyên liệu được nêu như: Tôm được chích lấy ra hết đất cát, rồi tẩm hóa chất cho có màu đó, sau đó luộc, phơi khô trên nền đất. Cá được các đầu nậu đưa từ biển về, nhúng vào thùng nước đá có pha đạm urê, sau đó vớt ra sạp bán. Công đoạn này được gọi là "tráng đạm". Thịt heo được tiêm thuốc an thần Prozil để thịt không hôi, và nhìn tươi đỏ: dễ gây rối loạn tiêu hóa, ảnh hưởng đến tim mạch, run chân tay, thay đổi huyết áp, nhức đầu và chóng mặt. Dùng liên tục sẽ gây ra nhiều nguy cơ bệnh tật như ung thư xương, tác hại đến thần kinh gây ra các hội chứng đãng trí, trầm uất và run tay chân, Ở Hà Nội, biến thịt lợn sề thành thịt bò 
Thịt heo được tiêm thuốc an thần Prozil để thịt không hôi, và nhìn tươi đỏ. Vận chuyển, buôn bán nội tạng thối: Tháng 1 năm 2013, cơ quan chức năng tỉnh Bình Dương đã phát hiện hàng chục tấn thịt quá hạn trữ trong kho lạnh của Công ty liên doanh đông lạnh Panasato, Bình Dương. Các công nhân Công ty Freewell (Bình Phước) phát hiện có dòi bò ra từ lòng đỏ trứng gà, dự trữ thịt hàng chục tấn quá hạn, hoặc không có ghi hạn sử dụng
Bánh mì của cửa hàng bánh mì Đồng Tiến (Đà Nẵng) nhiễm vi sinh gây ngộ độc gần 80 người ở Đà Nẵng. 4/5 loại thực phẩm thu mẫu tại cửa hàng này bị nhiễm vi sinh. Cụ thể là mẫu rau sống, jăm bông, thịt nguội, pa tê nhiễm Coliforms và E.Coli vượt quá giới hạn cho phép từ 2 đến 15 lần. Cửa hàng bánh mì này thuộc Công ty TNHH Đồng Tiến, quận Hải Châu.
Các loại trái cây như chuối, chôm chôm, sầu riêng, mít, xoài… thường được ủ chín bằng phương pháp thủ công như rơm, lúa. Gần đây nhà nông sử dụng hóa chất bán trôi nổi trên thị trường để ép hoa quả chín nhanh. Bỏ vài muỗng hóa chất và một viên pin vào nồi luộc 200 trái bắp (ngô), chưa đến 2 giờ sau toàn bộ bắp sẽ chín, thơm, ngọt và để lâu mà không bị ôi thiu. Đậu đỗ, dưa chuột, rau cải tiềm ẩn nguy cơ nhiễm hóa chất. Người dân có thể tìm thấy đủ các loại hương liệu được bày bán tại khu vực chợ Kim Biên.
Ở thành phố Thủ Dầu Một, Bình Dương, chiều 23 tháng 2, Đoàn kiểm tra liên ngành An toàn vệ sinh thực phẩm phát hiện một số điểm kinh doanh ăn uống phục vụ tại lễ hội Chùa Bà Thiên Hậu có nhiều loại thực phẩm chứa chất hàn the. 16 cơ sở bị nhắc nhở, 4 cơ sở bị lập biên bản, phạt tiền. Kiểm tra nhanh 27 mẫu thức ăn thì đã phát hiện 12 mẫu dương tính chứa hàn the, như mì sợi, bánh đúc, nem, chả lụa.
Kết quả giám sát chất lượng thực phẩm đối với hoa quả sấy khô (xí muội, ô mai) có nguồn gốc từ Trung quốc bị nghi ngờ có chứa hóa chất phụ gia gây độc hại có nguy cơ đe dọa sức khỏe người tiêu dùng. Theo báo cáo của Viện kiểm nghiệm An toàn vệ sinh thực phẩm quốc gia và Viện Vệ sinh Y tế công cộng TP. Hồ Chí Minh đến thời điểm hiện nay đã có 90 mẫu ô mai xí muội được lấy tại các địa phương gồm Hà Giang, Lai Châu, Khánh Hòa, Cà Mau, Tiền Giang, Phú Thọ, Bắc Ninh, Kiên Giang, Hà Nội, TP. Hồ Chí Minh, Bình Định, Hải Phòng, Lâm Đồng Bắc Giang, Quảng Nam. Kết quả cụ thể như sau: 65/90 mẫu xét nghiệm có sử dụng đường Sarcarine vượt quá giới hạn cho phép, 13/90 mẫu xét nghiệm có sử dụng Cyclamate, 1/90 mẫu có sử dụng Natri Benzoic, 23/90 mẫu có sử dụng Axit Benzoic, 9/90 mẫu xét nghiệm có hàm lượng chì cao hơn giới hạn cho phép, 90/90 mẫu không phát hiện có sử dụng phẩm màu không được phép sử dụng.

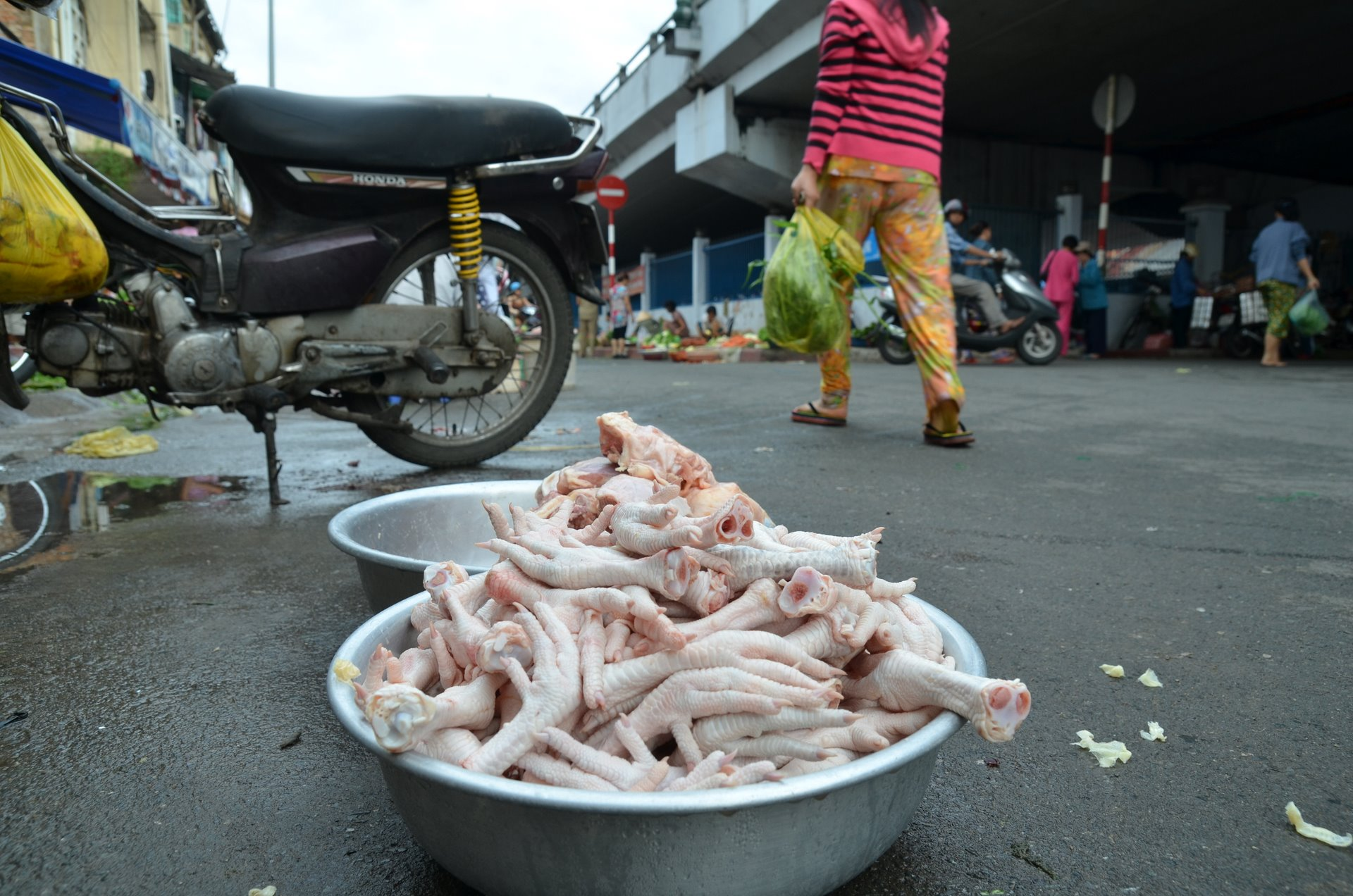
Chân gà nguyên liệu được bày bán tại Sài Gòn trong điều kiện không được gói bọc

Tại Hà Nội, có những quán ăn chế biến chân gà nướng không phù hợp và đảm bảo vệ sinh chế biến. Từng túi chân cánh gà đông đá không rõ nguồn gốc đã được các chủ nhà hàng chế biến ngay cạnh cống rãnh, thùng rác và ướp tại những xô chậu phẩm màu gia vị bằng những bàn tay trần không găng tay những quán chân gà nướng như thế này chính là điều kiện để dịch bệnh lây lan, không thể kiểm soát. Cũng tại Hà Nội, nguồn chân gà được nhập vào thành phố để chế biến có nguồn gốc từ Trung Quốc, được nhập lậu vào Việt Nam và sau khi tháo ở thùng ra thì đều phải ngâm trong nước lã từ 1h - 2h cho sạch những hóa chất. Sau đó tiếp tục đổ dấm vào để tẩy, rửa cho chân gà trắng thêm. Sau đó là cho chân gà vào các xô chậu rồi tưới bia hơi lên trên vì chân gà nhập từ Trung Quốc sang để lâu trong kho nên chân gà khô như củi, muốn ngon thì phải ngâm trong bia, phần nước thải thì mùi hăng hắc bốc lên do hóa chất chảy ra. Có những đốt ngón chân gà thì thấy bên trong các ống xương đã rỗng, mục nát, nhiều chiếc còn có mùi thum thủm lẫn mùi hăng hắc của hoá chất.
Ngay tại Trung Quốc cũng có thông tin cho rằng một chiếc chân gà nướng độc bằng 60 điếu thuốc lá vì khi thịt được nướng chín ở nhiệt độ cao, chất béo bị phân giải nhỏ giọt xuống lớp than hoa, sau đó lại bốc hơi quyện vào chất protein trong thịt tạo thành benzopyrene, một chất hydrocarbon thơm và có khả năng gây ung thư cao. Các chuyên gia dinh dưỡng khuyến cáo, nếu thường xuyên ăn đồ nướng có benzopyrene, chất này sẽ tích tụ dần trong cơ thể, gây ung thư dạ dày, ung thư đại trực tràng. Tuy nhiên cũng có ý kiến cho rằng hàm lượng chất benzopyrene trong đồ nướng là 5.000 ng/kg (nanogram/kilogram). Một chiếc chân gà nướng có trọng lượng 100 gr, như vậy lượng benzopyrene trong đó chỉ có khoảng 500 ng. Như vậy, hàm lượng chất này trong một chiếc chân gà nướng chỉ tương đương với 5 điếu thuốc. Dù vậy chân gà nướng vẫn là món ăn chứa chất độc hại, vì vậy nếu không muốn bị ung thư thì không nên ăn món này quá nhiều.